# Cliffortia hexandra
Cliffortia hexandra es una especie de planta del género Cliffortia, perteneciente a la familia Rosaceae.

## Taxonomía
Cliffortia hexandra fue descrita por August Henning Weimarck en 1934.

## Distribución
Se encuentra en el territorio de las Provincias del Cabo.